# Heróis Imaginários
Imaginary Heroes (no Brasil/Portugal: Heróis Imaginários ) é um filme estadunidense de 2004, escrito e dirigido por Dan Harris.

## Sinopse
Uma típica família norte-americana vive uma rotina perfeita à primeira vista. Porém sob a aparência de normalidade esconde-se uma também típica família em crise. Tim (Emile Hirsch), o filho mais novo, experimenta as angústias da adolescência; seu pai, Ben (Jeff Daniels), vive atormentado pelos erros do passado; e sua mãe, Sandy (Sigourney Weaver), administra seu rancor com o consumo de drogas. E agora Sandy está prestes a revelar um terrível e doloroso segredo capaz de dividir os membros da família.

## Elenco
- Sigourney Weaver - Sandy Travis
- Jeff Daniels - Ben Travis
- Emile Hirsch - Tim Travis
- Michelle Williams - Penny Travis
- Deirdre O'Connell - Marge Dwyer
- Ryan Donowho - Kyle Dwyer
- Suzanne Santo - Steph Connors
- Kip Pardue - Matt Travis
- Jay_Paulson - Vern